# Max Herm
Max Herm (* 11. Dezember 1899 in Brandenburg an der Havel; † 7. April 1982 ebenda) war ein deutscher Politiker.

## Leben
Er besuchte eine Gemeindeschule in Brandenburg und war gelernter Elektromotorenschlosser. Er wurde 1918 Mitglied des Spartakusbundes 1919 Mitglied der KPD. Nachdem er 1923 wegen politischer Delikte verhaftet worden war, gelang ihm 1926 nach seiner Rückkehr der Einzug in die Stadtverordnetenversammlung für die KPD.
Ab 1926 war er außerdem Organisationsleiter, ab 1932 Politischer Leiter des KPD-Unterbezirks Brandenburg. 1932 wurde er Mitglied der KPD-Bezirksleitung Berlin-Brandenburg und Leiter der Provinzialabteilung der Bezirksleitung. 1932 wurde er in den Reichstag gewählt.
Am 14. Januar 1928 wurde in seiner Ehe mit Minna Herm, genannt Mia, der Sohn Günter Herm geboren.
Nach dem Reichstagsbrand zog sich Max Herm in die Illegalität zurück und tauchte in Berlin unter. Dieser Schritt ist umso bemerkenswerter, da sich auch seine Frau zu diesem Zeitpunkt nicht in Brandenburg befand und der gerade mal vierjährige Sohn nun ohne Eltern aufwuchs. Sein Schwager Siegfried Schulze, der ebenfalls für die illegale KPD aktiv war, kümmerte sich zusammen mit seiner Frau bis Kriegsende um den Sohn der Eheleute Herm. Außerdem übernahm er bis zu seiner Festnahme am 20. März 1933 auch den Transport von Postsendungen von und zu Max Herm. So leitete er u. a. die Wahlmitteilungen und die jeweils damit einhergehende Frage nach Annahme des Mandats nach den Reichstags-, Stadtverordneten- und Landtags-Wahlen im März 1933 an den sich in der Illegalität befindlichen Spitzenfunktionär der KPD weiter, kümmerte sich um den Versand der Antworten und sorgte dafür, dass Max Herm weiterhin über die Geschehnisse in Brandenburg/Havel auf dem Laufenden blieb.
Im April 1933 wurde Max Herm von den Nationalsozialisten verhaftet. Die folgenden Jahre verbrachte er in verschiedenen Konzentrationslagern, wie Sonnenburg, Lichtenburg und Buchenwald. Wieder auf freiem Fuß stand er von 1939 bis 1944 unter Aufsicht der Gestapo, bis er 1944 erneut verhaftet und ins KZ Sachsenhausen gebracht wurde. Seine Frau Minna Herm wurde gleichfalls über die gesamte Zeit des Nationalsozialismus durch die Nazis verfolgt und mehrfach inhaftiert.
Nachdem das KZ Sachsenhausen befreit worden war, wurde er im Mai 1945 Oberbürgermeister von Brandenburg an der Havel. Allerdings wurde er noch im selben Jahr nach Berlin zur Zentralverwaltung für Arbeit und Sozialfürsorge gesandt und konnte so dieses Amt nicht länger ausführen. 1945 wurde er auch Mitglied der KPD-Bezirksleitung Brandenburg. Von 1949 bis 1951 arbeitete er als Leiter der Abteilung für Arbeit und Sozialfürsorge des Zentralsekretariats des SED-Parteivorstands bzw. des Zentralkomitees der SED. 1952 kam er zurück in seine Heimatstadt, da er Arbeitsdirektor des ortsansässigen Stahl- und Walzwerkes werden musste. Diese Aufgabe führte er bis 1957 aus, das Jahr, in dem seine zweite Amtszeit Stadtoberhaupt als Oberbürgermeister begann, die bis 1965 dauerte.

## Ehrungen
Max Herm ist Ehrenbürger der Stadt Brandenburg an der Havel, die auch eine Straße nach ihm benannte.
Für seine Leistungen erhielt er 1955, 1964 und 1970 den Vaterländischen Verdienstorden, 1974 den Karl-Marx-Orden und 1979 die Ehrenspange zum Vaterländischen Verdienstorden in Gold. Eine Schule war nach ihm benannt.